# Nong Pladuk
Nong Pladuk is een plaats aan de spoorlijn van Thailand naar Myanmar (het voormalige Birma). De zogenaamde Dodenspoorlijn (Death Railway) of ook wel Birmaspoorweg is de bijnaam die de spoorlijn van de geallieerde krijgsgevangen kreeg. Tijdens de Tweede Wereldoorlog werden zij gedwongen de spoorlijn aan te leggen tussen Nong Pladuk in Thailand en Thanbyauzayat in Myanmar.